# معاداة الألمان

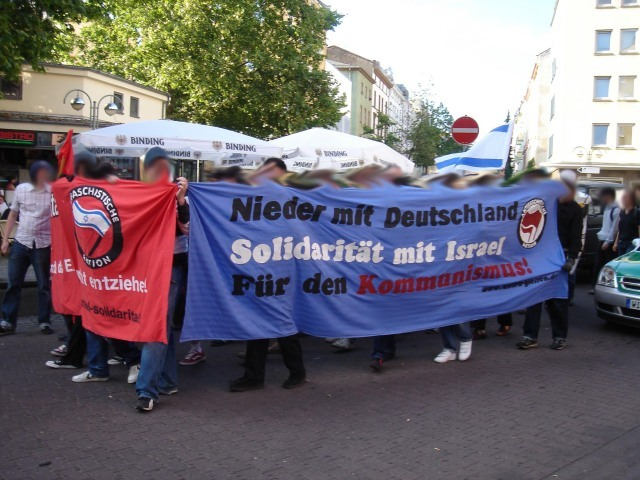
متظاهرون شيوعيون مناهضون لألمانيا في فرانكفورت عام 2006. تقول اللافتة «تسقط ألمانيا / تضامن مع إسرائيل / من أجل الشيوعية!».

معاداة الألمان (بالألمانية: Antideutsch) هو الاسم العام المطبق على مجموعة متنوعة من الاتجاهات النظرية والسياسية داخل اليسار الراديكالي بشكل رئيسي في ألمانيا والنمسا. في عام 2006، قدرت دويتشه فيله عدد المعارضين للألمان بما يتراوح بين 500 و3000 شخص.
تشمل النظرة الأساسية للعداء للألمان معارضة القومية الألمانية، نقدًا لوجهات النظر اليسارية السائدة المعادية للرأسمالية، والتي يُعتقد أنها مبسطة ومعادية للسامية هيكليًا، ونقدًا لمعاداة السامية، والذي يعتبر أن تكون متجذرة بعمق في التاريخ الثقافي الألماني. نتيجة لهذا التحليل لمعاداة السامية، فإن دعم إسرائيل ومعارضة معاداة الصهيونية هو عامل توحيد أساسي للحركة المعادية لألمانيا. غالبًا ما يتم الاستشهاد بالنظرية النقدية لثيودور أدورنو وماكس هوركهايمر من قبل المنظرين المناهضين لألمانيا. :2
لا يشير المصطلح بشكل عام إلى أي اتجاه يسار راديكالي محدد، بل مجموعة متنوعة من التيارات المتميزة، بدءًا من ما يسمى بـ «المتشددين» المناهضين للألمان مثل المجلة الفصلية للبهاما إلى «شهوانية» مناهضة للألمان مثل المجلة اليسرى الراديكالية المرحلة الثانية. كما أثرت بعض الأفكار المعادية لألمانيا على الوسط اليساري الراديكالي الأوسع، مثل المجلة الشهرية konkret والصحيفة ‏ الأسبوعية Jungle World.

## ظهور
أدى الانهيار السريع لجمهورية ألمانيا الديمقراطية وإعادة توحيد ألمانيا التي تلوح في الأفق إلى أزمة كبيرة داخل اليسار الألماني. تطور الاتجاه المعادي لألمانيا لأول مرة في مجموعة نقاش تعرف باسم اليسار الراديكالي، والتي تتكون من عناصر من حزب الخضر الألماني والتروتسكيين وأعضاء الرابطة الشيوعية (Kommunistischer Bund) وصحيفة konkret وأعضاء الماركسية الاستقلالية وليبرتارية يسارية والجماعات الأناركية، التي رفضت خطط شرائح أخرى من المنظمات السياسية اليسارية للانضمام إلى ائتلاف حاكم. تبنت هذه الدائرة موقفًا وضعه Kommunistischer Bund، وهو تحليل متشائم بالتأكيد فيما يتعلق بإمكانية التغيير الثوري في ألمانيا. هذه النظرية المعروفة بتحليل «الفاشية»، ترى أنه بسبب خصوصية التاريخ الألماني والتنمية، ستؤدي الأزمة الرأسمالية المتوطنة إلى التحرك نحو أقصى اليمين وإلى فاشية جديدة. :11
خلال نقاش داخلي، قال ممثلو تيار الأغلبية أن الأقلية الحالية، بسبب تحليلها الكئيب والتشاؤم الذي لا يتزعزع، «قد تهاجر إلى جزر البهاما.» في عام 2007، وصفت صحيفة هآرتس البهاما بأنها «المنشور الرائد للحركة الشيوعية المتشددة المؤيدة لإسرائيل والمناهضة لألمانيا». عبارة Nie wieder Deutschland ("Germany، Never Again"، التي أصبحت شعارًا مركزيًا مناهضًا لألمانيا، نشأت في مظاهرات ضد إعادة التوحيد،  جذب أكبرها حشدًا يقدر ب10000 شخص تقريبًا. تبدد هذا التحالف المبكر بعد وقت قصير من اكتمال عملية إعادة التوحيد.

## التنمية في التسعينات
يبدو أن فكرة إحياء القومية الألمانية والعنصرية نتيجة إعادة التوحيد تؤكد نفسها على مدار التسعينات، كما أظهرت ذلك أحداث مثل أعمال الشغب في روستوك ليشتنهاجن وهجوم على عائلة تركية في ألمانيا الغربية بلدة سولينجين. وسط هذه الموجة من العنف ضد المهاجرين، زادت المؤسسة السياسية الألمانية القمع ضد المهاجرين، وشددت قوانين اللجوء الليبرالية في ألمانيا حتى الآن.  
في عام 1995، في الذكرى الخمسين لقصف دريسدن، أشاد معادون الألمان بالقصف على أساس أن العديد من المدنيين في المدينة قد دعموا النازية. يشير كايل جيمس إلى هذا كمثال على التحول نحو دعم الولايات المتحدة الذي أصبح أكثر وضوحًا بعد 11 سبتمبر. مظاهرات مماثلة تقام سنويًا، وشعارات «قاذفة المفجر هاريس، افعلها مرة أخرى!» و"Deutsche Täter sind keine Opfer!" («الجناة الألمان ليسوا ضحايا!») أصبحت شائعة.
كما كان قصف الناتو ليوغوسلافيا عام 1999 محط تركيز المعارضة ضد الألمان، كما هو الحال بالنسبة لمعظم اليسار الراديكالي. أدان العديد من المعادين للألمان الحرب باعتبارها تكرارًا للكوكبة السياسية للقوات خلال الحرب العالمية الثانية، حيث كان الصرب في دور ضحية الإمبريالية الألمانية. وهكذا أصدر بعض المعادين للألمان دعوة إلى الدعم «غير المشروط» لنظام سلوبودان ميلوسيفيتش. كانت الأسباب التي أعطتها الحكومة الألمانية لإضفاء الشرعية على الحرب - من منظور مناهض لألمانيا - بمثابة نقطة تحول في خطاب سياسة الحكومة التاريخية. لم تكن الحرب مبررة «على الرغم من أوشفيتز ولكن بسببها». غالبًا ما يقترن هذا الحكم بتحليل نشأة الذات الوطنية الجديدة باسم "Aufarbeitungsweltmeister" أو "Weltmeister der Vergangenheitsbewältigung" (بطل العالم في التعامل مع الأعمال الشريرة السابقة وإتقانها).
وشملت نقاط الاتصال المعادية لألمانيا في وقت لاحق تحالف أوقفوا القنبلة، الذي ينشط في كل من ألمانيا والنمسا، للحفاظ على العقوبات ضد محاولات إيران للحصول على أسلحة نووية.

## انظر أيضا

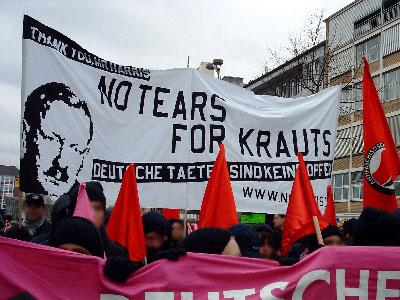
لافتة مناهضة لألمانيا تعبر عن دعمها لرئيس القوات الجوية الملكية المارشال آرثر هاريس المسؤول عن قصف المدن الألمانية في الحرب العالمية الثانية.